# Fairy
Fairy (англ. Fairy — фея) — средство для мытья посуды, производимое компанией Procter and Gamble и продающееся под данным названием в большинстве стран Европы. В Швеции под названием YES, в Хорватии — Jar, в Америке — Dawn.
В России Fairy появился в 1997 году.

## Ассортимент
В настоящее время в России представлен подбренд Fairy Oxi. Этот продукт был разработан в немецком инновационном центре компании Procter and Gamble и соответствует ГОСТ Р 51021-97. Производитель рекомендует разводить 5 мл средства в 5 л воды.
В настоящее время на российском рынке представлены:
- серия Fairy Oxi:
  - Апельсин и лимонник;
  - Яблоко;
  - Лимон;
  - Лесные ягоды;
  - Ягодная свежесть.
- серия Нежные руки:
  - Ромашка и витамин Е;
  - Чайное дерево и мята.
- серия Platinum:
  - Лимон и лайм;
  - Ледяная свежесть.
- серия ProDerma:
  - Алоэ вера и кокос;
  - Шёлк и орхидея.
- Fairy капсулы для посудомоечных машин.

## Состав
Состав средства для мытья посуды Fairy Hand Dish Lemon:
- вода;
- лауретсульфат натрия (анионное ПАВ);
- оксид лаурамина (неионогенное ПАВ);
- полипропиленгликоль (растворитель);
- хлорид натрия;
- отдушка;
- этоксилат-пропоксилат полиэтиленимина;
- феноксиэтанол (консервант);
- 1,3-циклогександиметиламин (комплексообразователь);
- гидроксид натрия (омыление жиров);
- метилизотиазолинон (консервант);
- красители;
- лимонен (отдушка);
- линалоол (отдушка);.

## Результаты тестов
В тесте журнала «Покупка» в 2004 году средство Fairy получило награду «Достойная покупка» за лучший количественный показатель вымытых тарелок, самую низкую стоимость мытья одной тарелки (около 2 копеек) и второе место в тесте на качество смывания и моющую способность. Лидером стало средство Pril.
В журнале «Бытовая техника» в 2004 году опубликован тест 30 средств для мытья посуды, в том числе и средства Fairy.
Тестирование проводилось в «НИЦБытхим», в соответствии с ГОСТ и рекомендациями ISO для средств для мытья посуды. Тестирование проводилось по нескольким параметрам.
1. Число тарелок которые можно отмыть 5 мл средства (из расчёта 1 мл средства на 1 литр воды, как рекомендует большинство производителей). Fairy 3 место «отлично», уступив AOS.
2. Смываемость с посуды. В соответствии с ГОСТ Р 51021-97, показателем служит количество ПАВ, остающихся на посуде после смывания средства и ополаскивания (смывание и ополаскивание производится последовательно в трех емкостях, содержащих по 1 л дистиллированной воды). Чем больше ПАВ остается на посуде, тем хуже смываемость. Для всех средств, участвовавших в тесте, этот параметр ниже предписанного ГОСТом значения (то есть, все средства удовлетворяют стандарту по смываемости). При использовании для ополаскивания проточной воды количество ПАВ, остающихся на посуде, будет еще меньше.
3. Пенообразование (в соответствии с ГОСТ 22567.1-77). По параметрам «высота пены» и «устойчивость» Fairy заняло 1-е место.
4. Уровень pH (по ГОСТ 22567.5-93). У Fairy уровень pH самый высокий — 8,1. Самый низкий 6,4 у Pril. Тестеры замечают, что раздражающее действие на руки связано не с уровнем pH, а является следствием воздействия обезжиривающих веществ. Чем эффективнее средство удаляет жир, тем сильнее обезжиривается и кожа рук.
5. Вязкость. В результате выяснилось, что прямой зависимости между вязкостью и качеством мытья нет. Густое средство легче дозировать. Средства с наилучшей моющей способностью имеют средний показатель вязкости. Fairy: 19 место из 30.
6. Экономичность (общее число тарелок, которое можно вымыть с помощью бутылки каждого средства). Было установлено три параметра: «стоимость мытья 100 тарелок с пеной», «стоимость мытья 100 тарелок всего». Средство Fairy заняло 6 место, попав в раздел «Очень выгодно» (стоимость мытья 100 тарелок до 50 копеек). С помощью одной бутылки средства Fairy тестерам удалось вымыть максимально 6000 тарелок, минимальная стоимость мытья 100 тарелок составила 47 копеек (при соблюдении рекомендации производителя 5 мл средства на 5 литров воды). Первое место у средства AOS.

Кроме того, в мире неоднократно выявлялся отличный результат при чистке вещей.
Средство отлично очистит любую ткань от жирных пятен; при интенсивном втирании, чистке с малой долей воды не меньше минуты и полоскании с большим количеством воды.

## Конкуренты
(рыночные доли в России — по состоянию на начало 2011 года):
- «Fairy» — производство P&G, ~33 %
- «AOS», производство «Нэфис Косметикс», ~20 %
- «Pril», производство Хенкель Рус, ~5 %
- «Пемолюкс», производство Хенкель Рус, ~10 %
- «Миф», производство P&G, ~5 %